# Мезьер-ле-Бриен
Мезье́р-ле-Брие́н (фр. Maizières-lès-Brienne) — коммуна во Франции, находится в регионе Шампань — Арденны. Департамент — Об. Входит в состав кантона Бриен-ле-Шато. Округ коммуны — Бар-сюр-Об.
Код INSEE коммуны — 10221.
Коммуна расположена приблизительно в 175 км к востоку от Парижа, в 60 км южнее Шалон-ан-Шампани, в 45 км к востоку от Труа.

## Население
Население коммуны на 2008 год составляло 171 человек.
| 1962 | 1968 | 1975 | 1982 | 1990 | 1999 | 2008 |
| ---- | ---- | ---- | ---- | ---- | ---- | ---- |
| 241  | 257  | 224  | 196  | 161  | 163  | 171  |

## Администрация
| Период | Период | Фамилия         | Партия | Примечания |
| ------ | ------ | --------------- | ------ | ---------- |
| 2001   | 2008   | Жаклин Дарне    |        |            |
| 2008   |        | Вильям Минезини |        |            |

## Экономика
В 2007 году среди 96 человек в трудоспособном возрасте (15—64 лет) 63 были экономически активными, 33 — неактивными (показатель активности — 65,6 %, в 1999 году было 68,9 %). Из 63 активных работали 58 человек (33 мужчины и 25 женщин), безработных было 5 (0 мужчин и 5 женщин). Среди 33 неактивных 7 человек были учениками или студентами, 16 — пенсионерами, 10 были неактивными по другим причинам.

## Достопримечательности
- Церковь Сен-Жюльен (XII век). Памятник истории с 1926 года[3]

## Фотогалерея

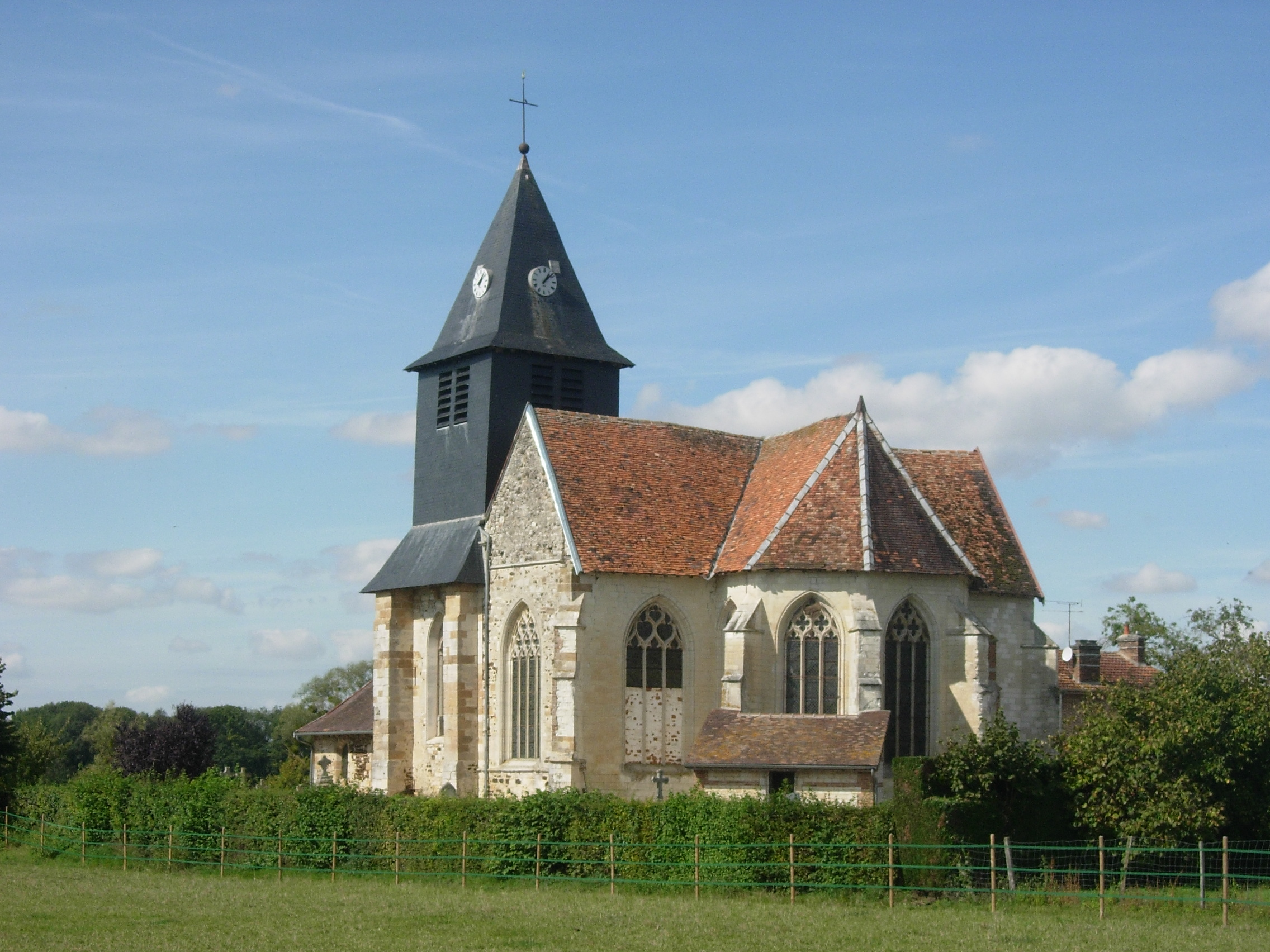
Церковь Сен-Жюльен
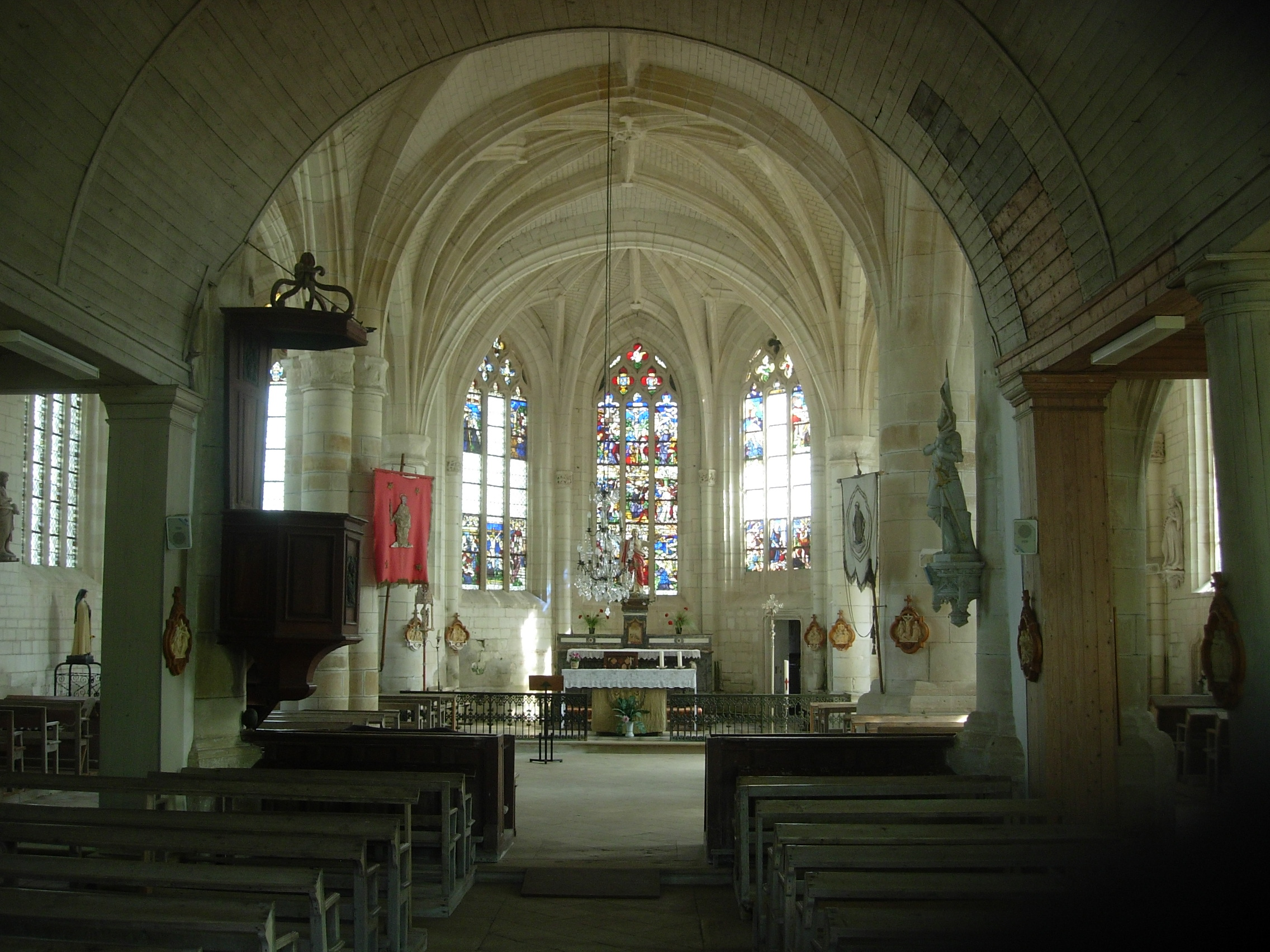
Интерьер церкви Сен-Жюльен
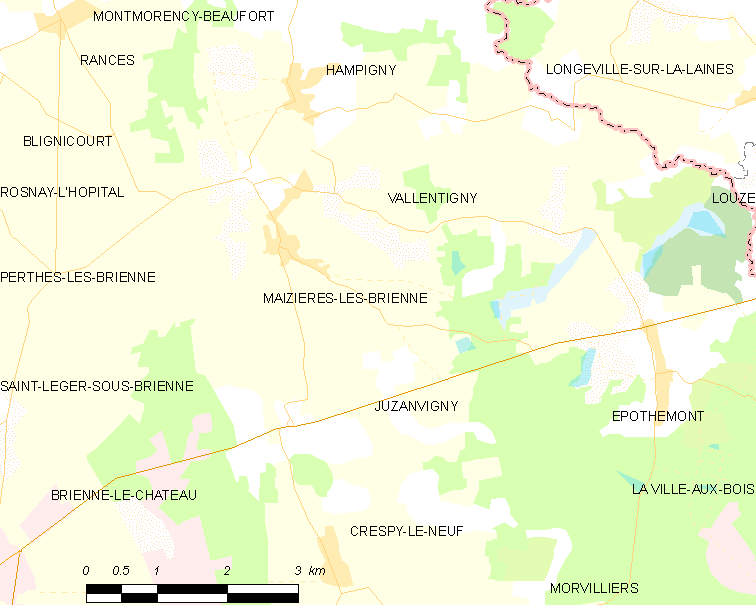
Карта коммуны